# Bahnstrecke Växjö–Åseda–Hultsfred
| Bahnhof Virserum |                             |                                               |                                               |
| Streckenlänge: | 116 km                      |                                               |                                               |
| Spurweite: | 891 mm (schwed. 3-Fuß-Spur) |                                               |                                               |
| Maximale Neigung: | 25 ‰                        |                                               |                                               |
| Minimaler Radius: | 150 m                       |                                               |                                               |
| Streckengeschwindigkeit: | 25 km/h                     |                                               |                                               |
| |                             |                                               |                                               |
| \| \| \| Östra Centralbanan von Linköping \| \| \| \| \| Bahnstrecke Nässjö–Oskarshamn von Nässjö C \| \| \| \| \| Bahnstrecke Hultsfred–Västervik von Västervik \| \| \| \| 66,203 \| Hultsfred \| Hultsfred \| \| \| \| \| \| \| \| \| Bahnstrecke Nässjö–Oskarshamn nach Berga \| \| \| \| 72,274 \| Ödhult \| Ödhult \| \| \| \| Damm über den Hesjön \| \| \| \| 78,916 \| Målilla sanatorium \| Målilla sanatorium \| \| \| \| Bahnstrecke Sävsjö–Målilla von Målilla \| \| \| \| \| Bogenbrücke über Emån \| \| \| \| 80,591 \| Gårdveda \| Gårdveda \| \| \| \| Bahnstrecke Sävsjö–Målilla nach Sävsjö \| \| \| \| 82,981 \| Sandlid (1942–1967) \| Sandlid (1942–1967) \| \| \| 86,386 \| Flaten \| Flaten \| \| \| 92,136 \| Hultarp \| Hultarp \| \| \| \| Virserumsån \| \| \| \| \| Virserumsån \| \| \| \| \| Virserumsån \| \| \| \| 95,648 \| Virserum \| Virserum \| \| \| 97,816 \| Hjortöström (1911–1972) \| Hjortöström (1911–1972) \| \| \| 100,685 \| Mosstorp \| Mosstorp \| \| \| 106,916 \| Triabo \| Triabo \| \| \| 113,481 \| Hultanäs \| Hultanäs \| \| \| 116,911 \| Sissehult (1911–1966) \| Sissehult (1911–1966) \| \| \| 121,386 \| Badebodaån \| Badebodaån \| \| \| \| Skedaström[1] (1902–) \| \| \| \| \| von Sävsjöström \| \| \| \| 122,298 \| Åseda \| Åseda \| \| \| \| \| \| \| \| \| nach Nässjö C \| \| \| \| 127,590 \| Linneberg \| Linneberg \| \| \| 129,646 \| Flybo \| Flybo \| \| \| 130,500 \| Höchster Punkt, 285 m ö.h. \| Höchster Punkt, 285 m ö.h. \| \| \| 135,596 \| Norrhult \| Norrhult \| \| \| 138,704 \| Klavreström \| Klavreström \| \| \| 142,646 \| Sandreda \| Sandreda \| \| \| 147,318 \| Kvarnagården (1907–) \| Kvarnagården (1907–) \| \| \| \| \| \| \| \| 147,900 \| Sjösås \| Sjösås \| \| \| 149,386 \| Braås \| Braås \| \| \| 150,901 \| Anschluss Kiesgrube \| Anschluss Kiesgrube \| \| \| 153,464 \| Industriegleis Braås \| Industriegleis Braås \| \| \| \| Östra Värends Järnväg nach Sävsjöström \| \| \| \| 157,267 \| Brittatorp \| Brittatorp \| \| \| 160,771 \| Rottne \| Rottne \| \| \| 163,769 \| Rottne kvarn \| Rottne kvarn \| \| \| 166,223 \| Norrgårda \| Norrgårda \| \| \| 168,732 \| Hagtorpet \| Hagtorpet \| \| \| 173,119 \| Sandsbro \| Sandsbro \| \| \| 174,384 \| Knutstorp \| Knutstorp \| \| \| 175,020 \| Hagavik (1920–1965) \| Hagavik (1920–1965) \| \| \| \| 175,370 Anschluss Kiesgrube \| \| \| \| \| Tofta kanal \| \| \| \| 175,775 \| Evedal \| Evedal \| \| \| 177,151 \| Lugnet (1914–) \| Lugnet (1914–) \| \| \| 177,869 \| Hovshaga \| Hovshaga \| \| \| 181,420 \| Storgatan \| Storgatan \| \| \| \| Växjö–Alvesta Järnväg von Alvesta \| \| \| \| 182,276 \| Växjö C \| Växjö C \| \| \| \| Karlskrona–Växjö Järnväg nach Karlskrona \| \| \| \| \| Växjö–Tingsryds Järnväg nach Tingsryd \| \| \| \| \| (28. Nov. 1897–1. März 1971)[2][3] \| \| \| \| \| \| \| \| Quellen: [4][5] \| \| \| \| |                             |                                               |                                               |
| Strecke |                             | Östra Centralbanan von Linköping              | Östra Centralbanan von Linköping              |
| Abzweig geradeaus und von rechts |                             | Bahnstrecke Nässjö–Oskarshamn von Nässjö C    | Bahnstrecke Nässjö–Oskarshamn von Nässjö C    |
| Strecke · Strecke |                             | Bahnstrecke Hultsfred–Västervik von Västervik | Bahnstrecke Hultsfred–Västervik von Västervik |
| Bahnhof · Bahnhof | 66,203                      | Hultsfred                                     | Hultsfred                                     |
| Strecke von links · Kreuzung geradeaus unten · Strecke nach rechts |                             |                                               |                                               |
| Strecke · Strecke |                             | Bahnstrecke Nässjö–Oskarshamn nach Berga      | Bahnstrecke Nässjö–Oskarshamn nach Berga      |
| ehemaliger Bahnhof · Strecke | 72,274                      | Ödhult                                        | Ödhult                                        |
| Brücke über Wasserlauf |                             | Damm über den Hesjön                          | Damm über den Hesjön                          |
| ehemaliger Haltepunkt / Haltestelle | 78,916                      | Målilla sanatorium                            | Målilla sanatorium                            |
| Abzweig geradeaus und ehemals von links |                             | Bahnstrecke Sävsjö–Målilla von Målilla        | Bahnstrecke Sävsjö–Målilla von Målilla        |
| Brücke über Wasserlauf |                             | Bogenbrücke über Emån                         | Bogenbrücke über Emån                         |
| ehemaliger Bahnhof | 80,591                      | Gårdveda                                      | Gårdveda                                      |
| Abzweig geradeaus und ehemals nach rechts |                             | Bahnstrecke Sävsjö–Målilla nach Sävsjö        | Bahnstrecke Sävsjö–Målilla nach Sävsjö        |
| ehemaliger Haltepunkt / Haltestelle | 82,981                      | Sandlid (1942–1967)                           | Sandlid (1942–1967)                           |
| ehemaliger Bahnhof | 86,386                      | Flaten                                        | Flaten                                        |
| ehemaliger Bahnhof | 92,136                      | Hultarp                                       | Hultarp                                       |
| Brücke über Wasserlauf |                             | Virserumsån                                   | Virserumsån                                   |
| Brücke über Wasserlauf |                             | Virserumsån                                   | Virserumsån                                   |
| Brücke über Wasserlauf |                             | Virserumsån                                   | Virserumsån                                   |
| Bahnhof | 95,648                      | Virserum                                      | Virserum                                      |
| ehemaliger Haltepunkt / Haltestelle | 97,816                      | Hjortöström (1911–1972)                       | Hjortöström (1911–1972)                       |
| Bahnhof | 100,685                     | Mosstorp                                      | Mosstorp                                      |
| ehemaliger Bahnhof | 106,916                     | Triabo                                        | Triabo                                        |
| Bahnhof | 113,481                     | Hultanäs                                      | Hultanäs                                      |
| ehemaliger Haltepunkt / Haltestelle | 116,911                     | Sissehult (1911–1966)                         | Sissehult (1911–1966)                         |
| Brücke über Wasserlauf | 121,386                     | Badebodaån                                    | Badebodaån                                    |
| Abzweig geradeaus und ehemals von links · Betriebsstelle Streckenende und quer (Strecke außer Betrieb) |                             | Skedaström (1902–)                            | Skedaström (1902–)                            |
| Strecke · Strecke (außer Betrieb) |                             | von Sävsjöström                               | von Sävsjöström                               |
| Kopfbahnhof Strecke ab hier außer Betrieb · Bahnhof (Strecke außer Betrieb) | 122,298                     | Åseda                                         | Åseda                                         |
| Strecke nach links (außer Betrieb) · Kreuzung (Strecken außer Betrieb) · Strecke von rechts (außer Betrieb) |                             |                                               |                                               |
| Strecke (außer Betrieb) · Strecke (außer Betrieb) |                             | nach Nässjö C                                 | nach Nässjö C                                 |
| Haltepunkt / Haltestelle (Strecke außer Betrieb) | 127,590                     | Linneberg                                     | Linneberg                                     |
| Bahnhof (Strecke außer Betrieb) | 129,646                     | Flybo                                         | Flybo                                         |
| Kulminations-/Scheitelpunkt (Strecke außer Betrieb) | 130,500                     | Höchster Punkt, 285 m ö.h.                    | Höchster Punkt, 285 m ö.h.                    |
| Bahnhof (Strecke außer Betrieb) | 135,596                     | Norrhult                                      | Norrhult                                      |
| Bahnhof (Strecke außer Betrieb) | 138,704                     | Klavreström                                   | Klavreström                                   |
| Bahnhof (Strecke außer Betrieb) | 142,646                     | Sandreda                                      | Sandreda                                      |
| Haltepunkt / Haltestelle (Strecke außer Betrieb) | 147,318                     | Kvarnagården (1907–)                          | Kvarnagården (1907–)                          |
| Brücke über Wasserlauf (Strecke außer Betrieb) |                             |                                               |                                               |
| Haltepunkt / Haltestelle (Strecke außer Betrieb) | 147,900                     | Sjösås                                        | Sjösås                                        |
| Bahnhof (Strecke außer Betrieb) | 149,386                     | Braås                                         | Braås                                         |
| Blockstelle (Strecke außer Betrieb) | 150,901                     | Anschluss Kiesgrube                           | Anschluss Kiesgrube                           |
| Blockstelle (Strecke außer Betrieb) | 153,464                     | Industriegleis Braås                          | Industriegleis Braås                          |
| Abzweig geradeaus und von links (Strecke außer Betrieb) |                             | Östra Värends Järnväg nach Sävsjöström        | Östra Värends Järnväg nach Sävsjöström        |
| Bahnhof (Strecke außer Betrieb) | 157,267                     | Brittatorp                                    | Brittatorp                                    |
| Bahnhof (Strecke außer Betrieb) | 160,771                     | Rottne                                        | Rottne                                        |
| Haltepunkt / Haltestelle (Strecke außer Betrieb) | 163,769                     | Rottne kvarn                                  | Rottne kvarn                                  |
| Bahnhof (Strecke außer Betrieb) | 166,223                     | Norrgårda                                     | Norrgårda                                     |
| Haltepunkt / Haltestelle (Strecke außer Betrieb) | 168,732                     | Hagtorpet                                     | Hagtorpet                                     |
| Haltepunkt / Haltestelle (Strecke außer Betrieb) | 173,119                     | Sandsbro                                      | Sandsbro                                      |
| Haltepunkt / Haltestelle (Strecke außer Betrieb) | 174,384                     | Knutstorp                                     | Knutstorp                                     |
| Haltepunkt / Haltestelle (Strecke außer Betrieb) | 175,020                     | Hagavik (1920–1965)                           | Hagavik (1920–1965)                           |
| Blockstelle (Strecke außer Betrieb) |                             | 175,370 Anschluss Kiesgrube                   | 175,370 Anschluss Kiesgrube                   |
| Brücke über Wasserlauf (Strecke außer Betrieb) |                             | Tofta kanal                                   | Tofta kanal                                   |
| Bahnhof (Strecke außer Betrieb) | 175,775                     | Evedal                                        | Evedal                                        |
| Haltepunkt / Haltestelle (Strecke außer Betrieb) | 177,151                     | Lugnet (1914–)                                | Lugnet (1914–)                                |
| Haltepunkt / Haltestelle (Strecke außer Betrieb) | 177,869                     | Hovshaga                                      | Hovshaga                                      |
| Haltepunkt / Haltestelle (Strecke außer Betrieb) | 181,420                     | Storgatan                                     | Storgatan                                     |
| Strecke · Strecke (außer Betrieb) |                             | Växjö–Alvesta Järnväg von Alvesta             | Växjö–Alvesta Järnväg von Alvesta             |
| Kopfbahnhof Streckenanfang (Strecke außer Betrieb) · Bahnhof · Kopfbahnhof Streckenende (Strecke außer Betrieb) | 182,276                     | Växjö C                                       | Växjö C                                       |
| Strecke (außer Betrieb) · Strecke |                             | Karlskrona–Växjö Järnväg nach Karlskrona      | Karlskrona–Växjö Järnväg nach Karlskrona      |
| Strecke (außer Betrieb) |                             | Växjö–Tingsryds Järnväg nach Tingsryd         | Växjö–Tingsryds Järnväg nach Tingsryd         |
| |                             | (28. Nov. 1897–1. März 1971)                  |                                               |
| |                             |                                               |                                               |
| Quellen: |                             |                                               |                                               |

Die Bahnstrecke Växjö–Åseda–Hultsfred war eine 116 Kilometer lange Schmalspurbahn mit einer Spurweite von 891 mm von Växjö in der schwedischen Provinz Kronoberg nach Hultsfred in der Provinz Kalmar.

## Geschichte
Klavreströms Bruk, eine von Leutnant Lars Silversporre 1736 gegründete Eisenhütte, sah wie viele andere Betriebe die dringende Notwendigkeit, ihre Transportmöglichkeiten zu verbessern. Mit dem Ausbau des Eisenbahnnetzes war die Möglichkeit gegeben, rationeller zu transportieren.
Am 3. Juli 1865 hatte Växjö eine Bahnverbindung durch die von der Växjö–Alvesta Järnväg (WAJ) erbaute Bahnstrecke Växjö–Alvesta erhalten. Am 1. Juli 1874 bekam Växjö (damals Wexiö geschrieben) durch die Eröffnung der von der Karlskrona–Växjö Järnväg (CVJ) erbauten Anschlussstrecke Växjö–Karlskrona (Carlskrona) zudem eine Verbindung mit dem Hafen von Karlskrona. In den späten 1880er-Jahren wurden mehrere Möglichkeiten zur Verbesserung des Verkehrs zwischen Klavreström und Växjö vorgestellt. Einer der Vorschläge bestand in einer Kombination von Schienen- und Wasserweg. Außerdem wurden mehrere Optionen mit unterschiedlichen Streckenführungen nach Klavreström entwickelt.

## Växjö–Klavreströms Järnvägsaktiebolag (WKJ)
1891 wurde die Konzession für eine 600 mm-Schmalspurbahn von Växjö über Sandsbro, Rottne und Braås nach Klavreström beantragt. Den Antrag unterzeichneten G. Sundberg, Fabrikbesitzer C. Schander, Händler J. G .Petersson, Freiherr A. Rappe, Hüttenbesitzer N. Svensson, J. Johansson und Landwirt P. E. Nilsson. Die Konzession wurde am 8. April 1892 erteilt. Zeichnungen und Kostenvorschläge wurden von A. Hummel entworfen. Am 18. April 1892 fand die konstituierenden Sitzung der Växjö–Klavreströms järnvägsaktiebolag (Wexiö–Klavreströms Järnvägsaktiebolag – WKJ) statt. Das erste Vorsitzende wurde Bürgermeister K. H. Bergendahl, weitere Vorstandsmitglieder waren der Händler J. G. Petersson, Kronvogt C. N. Granqvist, Freiherr A. Rappe und Landwirt A. Lekander.
Für die Finanzierung der Bahnstrecke wurden Aktien in Höhe von 386.700 Kronen aufgelegt, zudem erfolgte die Aufnahme einer Anleihe von 360.000 Kronen. Die größten Aktionäre waren die Stadt Växjö und die Växjö–Alvesta Järnväg.
Sehr schnell wurde erkannt, dass die gewählte Spurweite von 600 mm keine Zukunft hatte. Es existierten bereits Planungen, die Strecke nach Hultsfred zu verlängern, um Anschluss an die seit 1879 bestehende Strecke Hultsfred–Västervik zu erhalten. Diese hatte eine Spurweite von 891 mm. Vor diesem Hintergrund wurde beschlossen, eine Änderung der Konzession auf eine Spurweite von 891 mm zu beantragen, was am 28. Juni 1894 genehmigt wurde. Als Auftragnehmer für den Bahnbau wurde W. Lindegren beauftragt. Die geplante Bausumme betrug 527.000 Kronen. Darin waren zwei Dampflokomotiven enthalten.
Am 2. Juni 1894, noch vor Genehmigung der Spurweitenänderung, begannen die Bauarbeiten. Der öffentliche Verkehr auf der 44 km langen Strecke konnte am 1. Dezember 1895 eröffnet werden. In Växjö wurde neben dem bereits existierenden Normalspurbahnhof ein kleinerer Bahnhof errichtet. Für die Instandhaltung der Fahrzeuge wurde in Växjö westlich des Bahnhofs ein zweiständiger Parallel-Lokschuppen gebaut.
Die Gesamtkosten für die mit Stahlschienen mit einem Metergewicht von 12 kg gebaute Strecke betrugen 737.000 Kronen. Die Länge der Nebengleise betrug 2,2 km. 1895 arbeiteten 36 Personen bei der Gesellschaft.
Der Fahrzeugbestand bei der Eröffnung waren zwei Dampflokomotiven, drei Drehgestellpersonenwagen, ein Postwagen und 43 zweiachsige Güterwagen.
| Nummer | Name        | Achsfolge | Hersteller                     | Fabr.-Nr./ Baujahr | Besonderes                                                                                                |
| ------ | ----------- | --------- | ------------------------------ | ------------------ | --- |
| 1      | KRONOBERG   | 1 C t     | Nydqvist och Holm, Trollhättan | 413 1895           | ab 1900: VKÅJ 1, ab 1910: WWJ 1, ab 1922: VHÅJ 1, ab 1936: VÅHJ 1, ab 1941: SJ Lp 3006, 1943 ausgemustert |
| 2      | ST. SIGFRID | 1 C t     | Nydqvist och Holm, Trollhättan | 414 1895           | ab 1900: VKÅJ 2, ab 1910: WWJ 2, ab 1922: VHÅJ 2, ab 1936: VÅHJ 2, 1938 ausgemustert                      |

## Växjö–Klavreström–Åseda Järnväg (VKÅJ)
Nach dem Erreichen von Klavreström wurden Planungen für eine Erweiterung der Strecke begonnen. Ein starkes Interesse hatte die Malmö Snickerifabrik („Snickeri“ entspricht einer „Zimmerei“), die ein Werk in Åseda aufgebaut hatte. Es gab große Waldgebiete bis nach Klavreström und daher sollte die geplante Strecke möglichst nahe an diese heranreichen.
Nachdem die geeignete Route festgelegt war, wurde eine Konzession für eine Erweiterung nach Åseda beantragt. Plan- und Profilzeichnungen sowie Kostenschätzungen wurden von Ingenieur W. Lindegren erstellt. Die Kosten für die Verlängerung um 16 Kilometer wurden auf 397.000 Kronen geschätzt. Die Finanzierung wurde durch Erhöhung des Aktienkapitals auf 520.000 Kronen abgesichert. Die Konzession wurde am 30. Dezember 1899 erteilt. Der Bau begann im Mai 1900 und am 26. Juni 1902 wurde der neue Streckenabschnitt für den öffentlichen Verkehr freigegeben. Der provisorische Güterverkehr lief bereits seit dem 7. Januar 1902.
Mit der Verlängerung der Strecke mussten weitere Fahrzeuge beschafft werden:
| Nummer | Name   | Achsfolge | Hersteller                     | Fabr.-Nr./ Baujahr | Besonderes                                                                                 |
| ------ | ------ | --------- | ------------------------------ | ------------------ | ------------------------------------------------------------------------------------------ |
| 3      | WÄREND | C t       | Motala Verkstad, Motala        | 198 1898           | ab 1910: WWJ 3, ab 1922: VHÅJ 3, ab 1936: VÅHJ 3, 1937 ausgemustert                        |
| 4      | ÅSEDA  | 1 C t     | Nydqvist och Holm, Trollhättan | 663 1901           | ab 1910: WWJ 4, ab 1922: VHÅJ 4, ab 1936: VÅHJ 4, ab 1941: SJ S10p 3007, 1952 ausgemustert |
| 5      |        | 1 C t     | Hanomag, Hannover              | 5540 1909          | ab 1910: WWJ 5, ab 1922: VHÅJ 5, ab 1936: VÅHJ 5, ab 1941: SJ S3p 3008, 1954 ausgemustert  |

Für den Lokomotivbetrieb und die Wartung wurde 1902 in Åseda ein zweiständiger Rundschuppen mit einer Sechs-Meter-Drehscheibe gebaut. Neben der Drehscheibe entstand ein Kohlenbansen. Der Lokschuppen wurde 1979 abgerissen. Der zunehmende Verkehr forderte mehr Güterwagen. Weitere 47 Wagen wurden gekauft, so dass nunmehr 90 Stück vorhanden waren.
Der neue Streckenabschnitt erhielt Stahlschienen mit einem Gewicht von 17,2 kg pro Meter. Gleichzeitig wurden die Schienen der ursprünglichen Strecke mit diesen Schienen ausgerüstet. Deshalb konnte 1905 die Höchstgeschwindigkeit auf 40 km/h erhöht werden. Mit der Erweiterung bis Åseda war die Strecke 60 Kilometer lang. Gleichzeitig änderte das Unternehmen 1902 seinen Namen in Växjö–Klavreström–Åseda Järnväg (VKÅJ).

## Växjö–Virserums Järnväg (VVJ)
Die Industrie in Virserum und die Bevölkerung wollten einen weiteren Streckenausbau und ersuchten 1908 die Regierungschefs der Provinzialregierungen (Landshövding) C. Cedercrantz und C. E. von Oelreich um Zugeständnisse zur Errichtung einer Schmalspurbahn zwischen Åseda, Virserum und Hultsfred mit einem Anschlussgleis zur Virserums snickerifabrik. Die Stadt Växjö und die Växjö–Alvesta Järnväg waren ebenfalls sehr an der Erweiterung interessiert.
Nässjö–Oskarshamns Järnväg und Vetlanda–Målilla Järnväg legten schriftlichen Protest gegen die Konzessionserteilung ein. Trotzdem wurde die Konzession am 25. Juni 1909 erteilt, die sofort an die VKÅJ übergeben wurde. Pläne und Kostenkalkulationen hatte der Bahningenieur P. Ericson erstellt. Die Kosten für den 56,4 Kilometer langen Abschnitt wurden ohne Wagenpark auf 2.181.800 Kronen geschätzt. Deshalb wurden zwei Baulose mit den Streckenabschnitten Åseda–Virserum und Virserum–Hultsfred beantragt. Die Zustimmung dazu wurde am 8. April 1910 gegeben.
Mit Ingenieur P. Ericson als Bauleiter begannen am 1. März 1910 die Bauarbeiten an der 27 Kilometer langen Strecke zwischen Åseda und Virserum. Der Bau wurde im Dezember 1911 abgeschlossen und die Strecke am 23. Dezember 1911 für den öffentlichen Verkehr freigegeben. Es wurden Schienen mit einem Metergewicht von 17,2 kg eingesetzt.
Erneut mussten wegen der Streckenverlängerung neue Fahrzeuge beschafft werden:
| Nummer | Name     | Achsfolge | Hersteller              | Fabr.-Nr./ Baujahr | Besonderes                                                               |
| ------ | -------- | --------- | ----------------------- | ------------------ | ------------------------------------------------------------------------ |
| 6      | VIRSERUM | 1 D t     | Motala Verkstad, Motala | 476 1912           | ab 1922: VHÅJ 6, ab 1936: VÅHJ 6, ab 1941: SJ Np 3030, 1962 ausgemustert |
| 7      |          | 1 D t     | Motala Verkstad, Motala | 580 1916           | ab 1922: VHÅJ 7, ab 1936: VÅHJ 7, ab 1941: SJ Np 3031, 1962 ausgemustert |

Als die Strecke eröffnet wurde, wurde der Name der Gesellschaft 1911 in Växjö–Virserums Järnväg (VVJ) geändert.

## Växjö–Åseda–Hultsfreds Järnväg (VÅHJ)
Der weitere Streckenbau nach Hultsfred dauerte einige Jahre. Diese Verzögerung stand im Zusammenhang mit dem Ausbruch des Ersten Weltkriegs und erhöhte die Kosten erheblich. Erneut mit Ingenieur P. Ericson als Bauleiter wurde im Mai 1917 mit den Bauarbeiten begonnen. Dieser starb Anfang 1919 und wurde von Ingenieur Carl Jehander ersetzt.
Am 5. Dezember 1922 wurde die 30 Kilometer lange Strecke eröffnet. Gårdveta war Kreuzungsstation und Verbindungsbahnhof zur Bahnstrecke Sävsjö–Målilla. Um keine eigene Brücke bauen zu müssen, wurde vereinbart, den Emån über die Brücke der Hvetlanda–Målilla Järnväg zu überqueren. Die Kosten für die gesamte Strecke Åseda–Virserum–Hultsfred beliefen sich auf 2.435.000 Kronen. Wiederum wurden Schienen mit einem Metergewicht von 17,2 kg verwendet.
Für den Betrieb und die Wartung der Lokomotiven wurde 1911 in Virserum ein einständiger Lokschuppen mit einer Sechs-Meter-Drehscheibe und einem Kohlenbansen gebaut. Nun erfolgte 1922 die Namensänderung der Gesellschaft in Växjö–Åseda–Hultsfreds Järnväg (VÅHJ).
Durch die Streckenverlängerung waren mehr Fahrzeuge notwendig. Erst wurden gebrauchte Dampflokomotiven erworben, 1927 eine fabrikneuen Lokomotive gekauft:
| Nummer | Name | Achsfolge | Hersteller                     | Fabr.-Nr./ Baujahr | Besonderes |
| ------ | ---- | --------- | ------------------------------ | ------------------ | --- |
| 8      |      | 1 D t     | Motala Verkstad, Motala        | 731 1927           | ab 1941: SJ Np 3032, 1962 ausgemustert |
| 10     |      | 1 C 1     | Motala Verkstad, Motala        | 576 1916           | 1923 von Nordmark–Klarälvens Järnvägar (NKlJ 14) übernommen, ab 1941: SJ L15p 3035, 1958 ausgemustert                                                                                      |
| 13     |      | 1 C t     | Nydqvist och Holm, Trollhättan | 933 1909           | als NÄS" (NMJ 3) für Näs–Morshyttans Järnväg beschafft, 1922 an Östra Värends Järnväg (ÖVJ 3) abgegeben, 1936 Übernahme der ÖVJ – neu VÅHJ 13, ab 1941: SJ S4p 3009, 1955 ausgemustert     |
| 14     |      | 1 C t     | Nydqvist och Holm, Trollhättan | 1049 1914          | als HORNDAL" (NMJ 4) für Näs–Morshyttans Järnväg beschafft, 1922 an Östra Värends Järnväg (ÖVJ 4) abgegeben, 1936 Übernahme der ÖVJ – neu VÅHJ 14, ab 1941: SJ S4p 3010, 1956 ausgemustert |

Mitte der 1920er Jahre waren bei der VÅHJ vier zweiachsige Personenwagen, sieben Drehgestellpersonenwagen und ein Postwagen sowie 227 zweiachsige Güterwagen vorhanden. Die Anzahl der Beschäftigten betrug 1925 164 Mitarbeiter.
Für den Betrieb der Lokomotiven und Wagen wurde 1914, etwa 350 Meter westlich des alten hölzernen Lokschuppens, eine neue Wartungsanlage errichtet. Diese bestand aus einem steinernen Rundschuppen mit fünf Standplätzen. Davor wurde eine Zwölf-Meter-Drehscheibe eingebaut. Daneben wurde eine Lokomotiv- und Waggonwerkstatt gebaut. 1923 wurden die Werkstatt sowie der Lokschuppen um einen weiteren Standplatz erweitert. Die Werkstatt wurde zudem für die Fahrzeuge der Växjö–Tingsryds Järnväg verwendet. Da diese Strecke eine Spurweite von 1067 mm hatte, wurden die Gleise mit einer dritten Schiene ausgestattet. Der alte Holzlokschuppen von 1895 wurde 1914 abgerissen.

## Betrieb der Östra Värends Järnväg (ÖVJ)
Ab dem 1. Juli 1933 übernahm die VÅHJ die Östra Värends Järnväg (ÖVJ). Diese wurde nicht eingegliedert, sondern als Tochtergesellschaft weitergeführt.

## Trafikförvaltningen Växjö Järnvägar
Mit der 1908 erfolgten Gründung der Trafikförvaltningen Växjö Järnvägar trat die VKÅJ der neuen Gesellschaft bei. Die Bildung der gemeinsamen Verwaltung war für die angeschlossenen Eisenbahnunternehmen eine Möglichkeit, gemeinsame Funktionen zusammenzulegen, beispielsweise in den Bereichen Verwaltung, Einkauf und Reparatur. Dies war ein Weg, um die Wettbewerbsfähigkeit zu steigern. Leiter der Verwaltung war C. O. W. Bäckström.
Im Laufe der Jahre wurden die Gesellschaften Växjö–Alvesta Järnväg, Karlskrona–Växjö Järnväg, Växjö–Tingsryds Järnväg sowie ab 1922 Östra Värends järnväg Mitglieder der gemeinsamen Verwaltung. Von 1913 bis 1932 war zudem die Hönshylte–Kvarnamåla Järnväg Mitglied der gemeinsamen Verwaltung. 1932 trat die Trafikförvaltningen Växjö Järnvägar wiederum der Trafikförvaltningen Göteborg–Småland–Karlskrona bei, die zuvor aus der Göteborg–Borås–Alvesta Järnvägar bestand. Die Verwaltung wurde mit der Verstaatlichung der Gesellschaften aufgelöst.

## Verstaatlichung
Die finanzielle Situation für das Unternehmen wurden zunehmend schwieriger. Die Gesellschaft wurde in den Jahren 1933 und 1934 restrukturiert, aber die Probleme blieben bestehen. Im September 1936 war die wirtschaftliche Situation fast unlösbar, trotzdem gelang der Weiterbetrieb noch einige Jahre. So kamen die Regularien der allgemeinen Eisenbahnverstaatlichung zur Anwendung und am 1. Juli 1941 wurde VÅHJ gemeinsam mit der Tochtergesellschaft ÖVJ von Statens Järnvägar (SJ) übernommen.

## Einstellung des Güterverkehrs
Durch Busse, Lastkraftwagen und Personenkraftwagen entstand immer größere Konkurrenz, so dass SJ entschied, den Güterverkehr auf der Strecke einzustellen. Am 28. September 1963 fuhr die letzte SJ-Dampflokomotive den Güterzug Växjö–Sevedstorp–Oskarshamn. Danach herrschte auf der SJ-Schmalspurbahnen nur noch Dieselbetrieb.
- Am 30. Mai 1965 wurde der Güterverkehr auf der Strecke Norrhult–Virserum eingestellt. Bestimmte Transporte fuhren zwischen Virserum und Mosstorp bis Dezember 1981.
- Am 22. Mai 1977 wurde der Güterverkehr auf der Strecke Klavreström–Norrhult eingestellt.[12]
- Am 1. Juli 1980 wurde der Güterverkehr zwischen Kvarnagården und Klavreström beendet.[13]
- Am 1. September 1981 wurde der Güterverkehr zwischen Virserum und Hultsfred eingestellt.[14]
- Am 2. Februar 1986 wurde die letzte Strecke mit Güterzugbetrieb aufgegeben. Es war die Strecke Växjö–Kvarnagården, die am längsten überlebte.[15]

## Einstellung des Personenverkehrs
Am 20. August 1984 wurde der Personenverkehr auf der Gesamtstrecke zwischen Jenny (bei Västervik) und Växjö aufgegeben. Nach dem letzten Güterzug 1986 war der Abriss der Strecke vorgesehen, was jedoch nicht geschah.

## Växjö–Hultsfred–Västerviks Järnvägsaktiebolaget (VHVJ)
Statt des Abrisses wurde die Strecke Växjö–Åseda–Hultsfred am 30. September 1986 zusammen mit der der Smalspårsjärnvägen Hultsfred–Västervik gehörenden Strecke Hultsfred–Jenny–(Västervik) an die neu gegründete Aktiengesellschaft Växjö–Hultsfred–Västerviks Järnvägsaktiebolaget (VHVJ) mit Ausnahme der Strecken im Stadtgebiet Växjö, die die Stadt erwarb, verkauft.
Nach dem Bankrott der Växjö–Hultsfred–Västerviks Järnväg in den frühen 1990er Jahren wurde die Nordroute Sandsbro–Hultsfred von der Smålandska Smalspår AB (SMAB) gekauft, die auf einer Teilstrecke auch vier Sommer lang eine Museumsbahn betrieb.
Der im Besitz der Gemeinde Växjö befindliche Streckenabschnitt Växjö–Sandsbro wurde 1996 stillgelegt, und im August 1997 fuhr der letzte Zug südlich von Hultsfred.
Die Strecke Växjö–Hultsfred–Västervik, die ebenfalls wirtschaftliche Probleme hatte, wurde im Jahr 2000 liquidiert. Die Strecke Sandsbro–Åseda wurde später von der Gemeinde Uppvidinge übernommen und die Strecke Växjö–Åseda wurde 2001 von den beiden Gemeinden stillgelegt.
Im Dezember 2005 wurde der Verkehr auf dem südlichen Abschnitt Virserum–Åseda wieder aufgenommen. Seit 2012 wird diese Strecke im Sommer durch den Verein Smalspåret Växjö–Västervik wieder betrieben. Der Streckenabschnitt Virserum–Hultsfred wird gelegentlich noch von Fahrrad-Draisinen und Arbeitszügen genutzt.

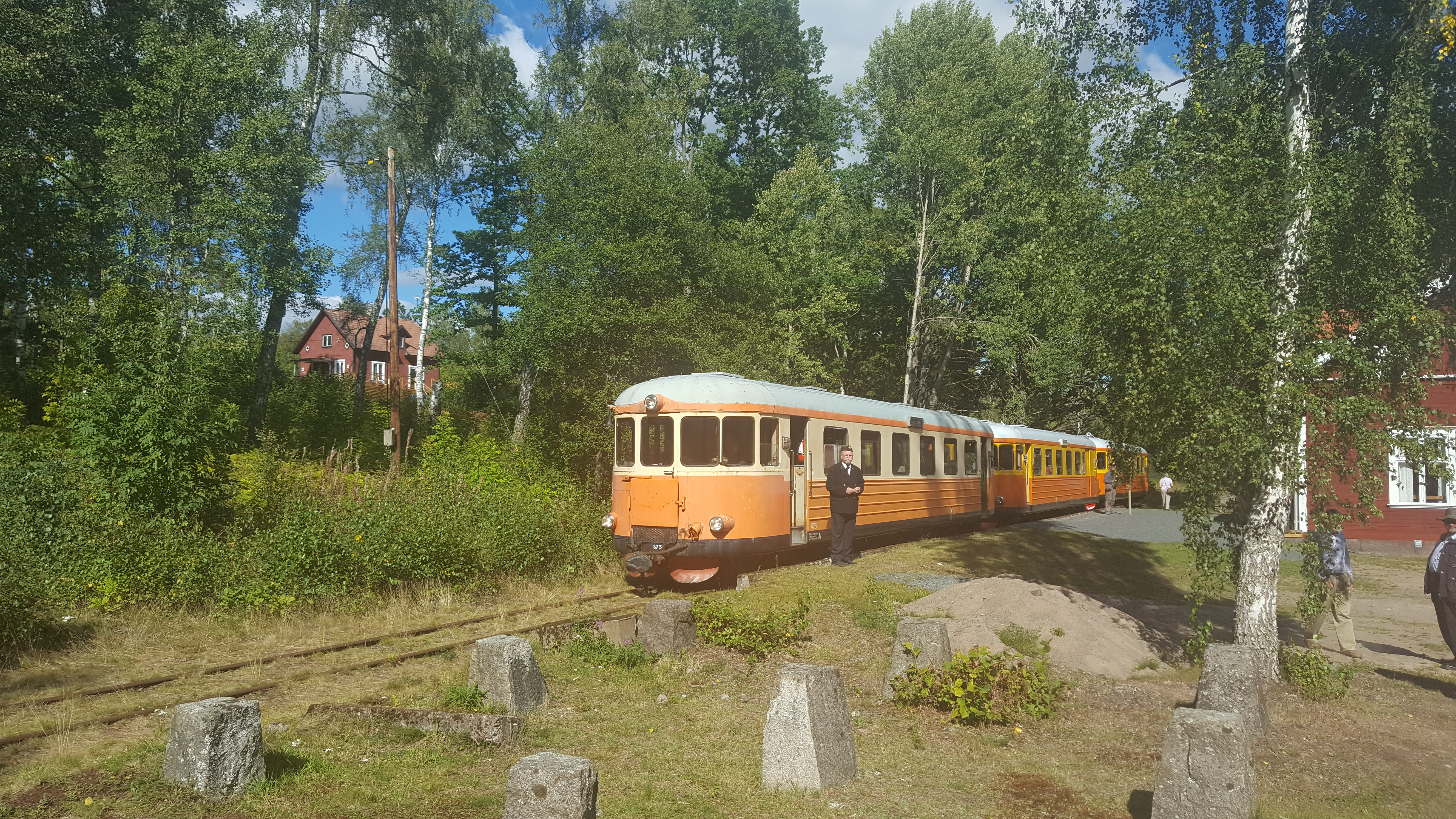
Bahnhof Mosstorp, 2016
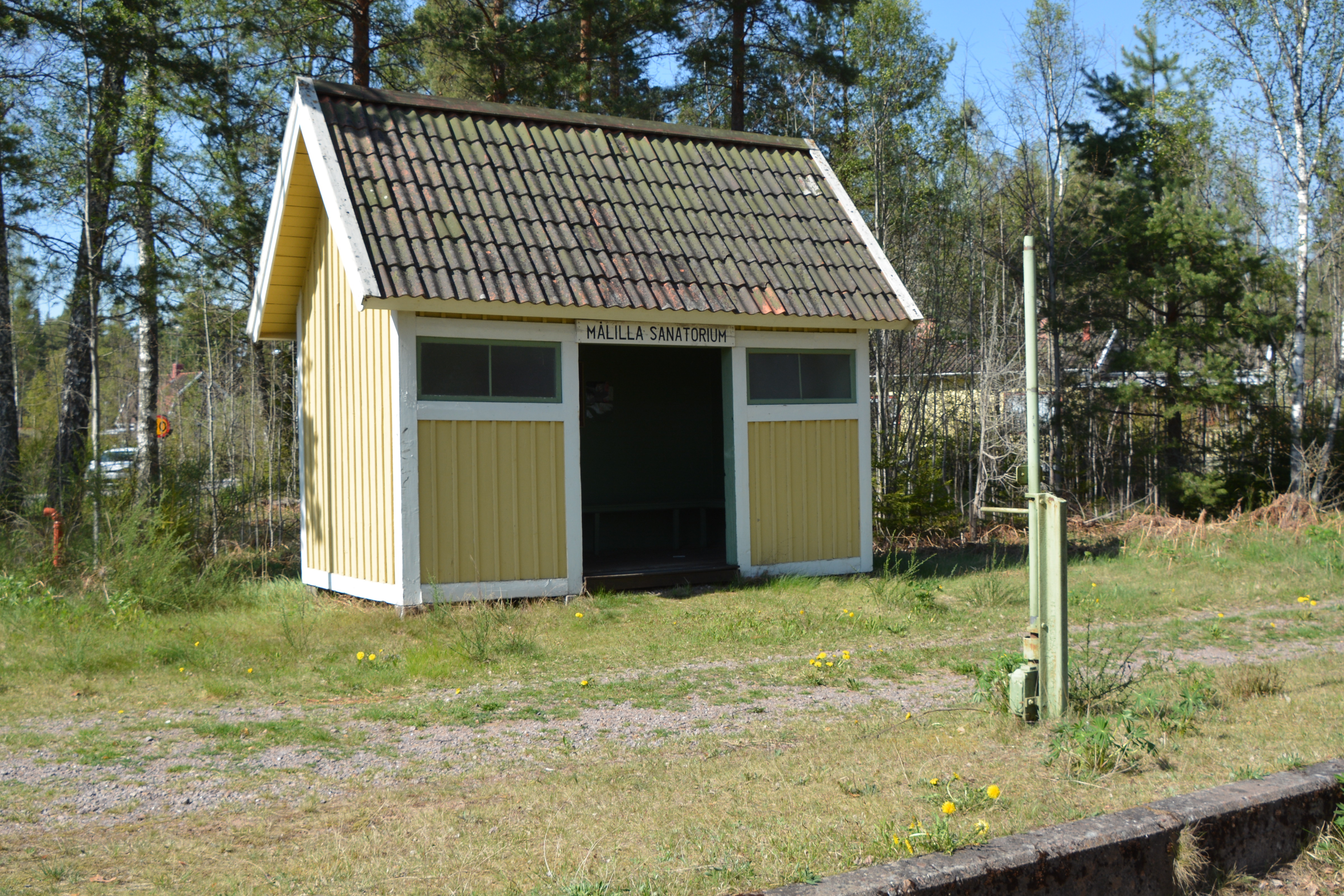
Haltestelle Målilla Sanatorium
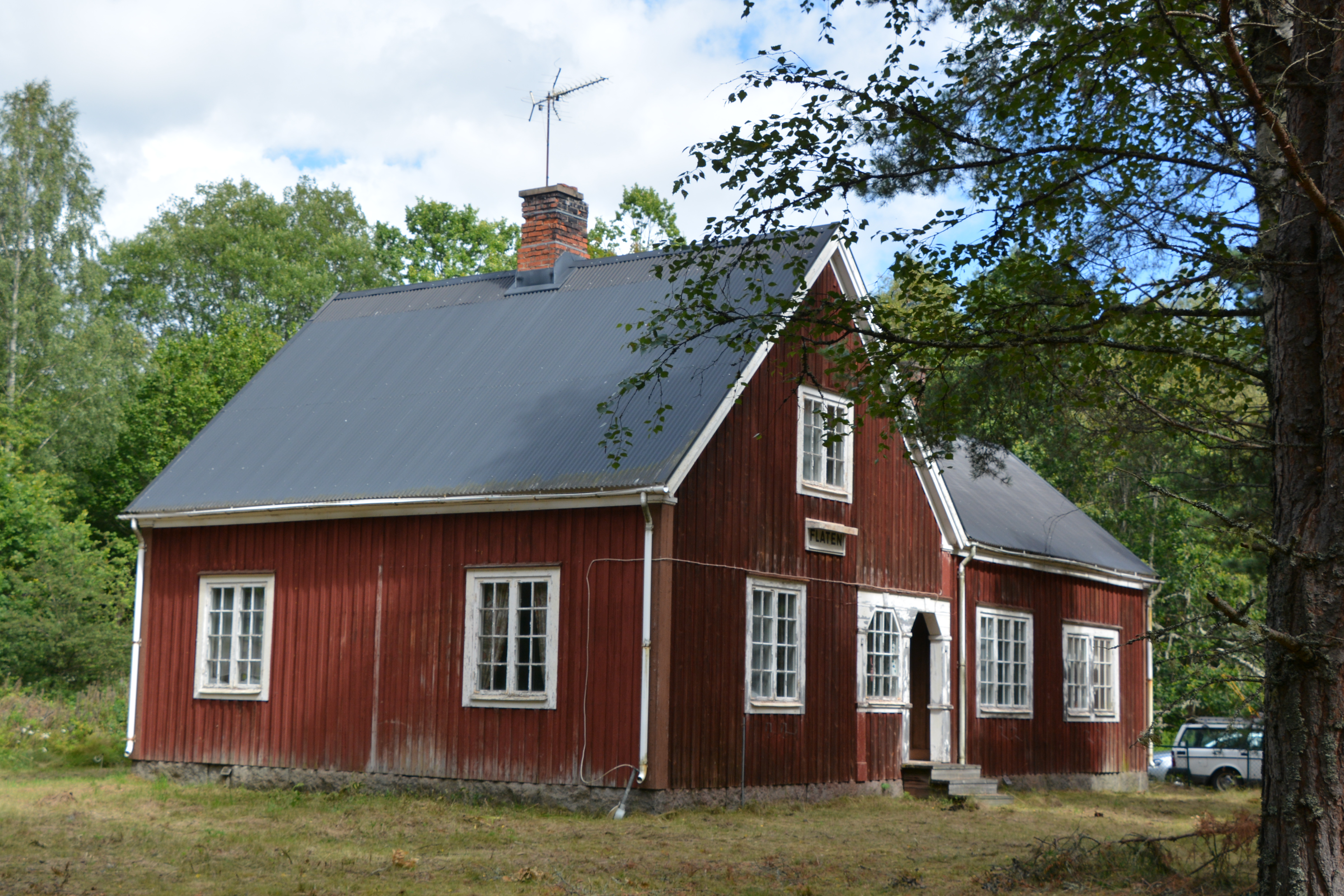
Bahnhof Flatens in der Gemeinde Hultsfred
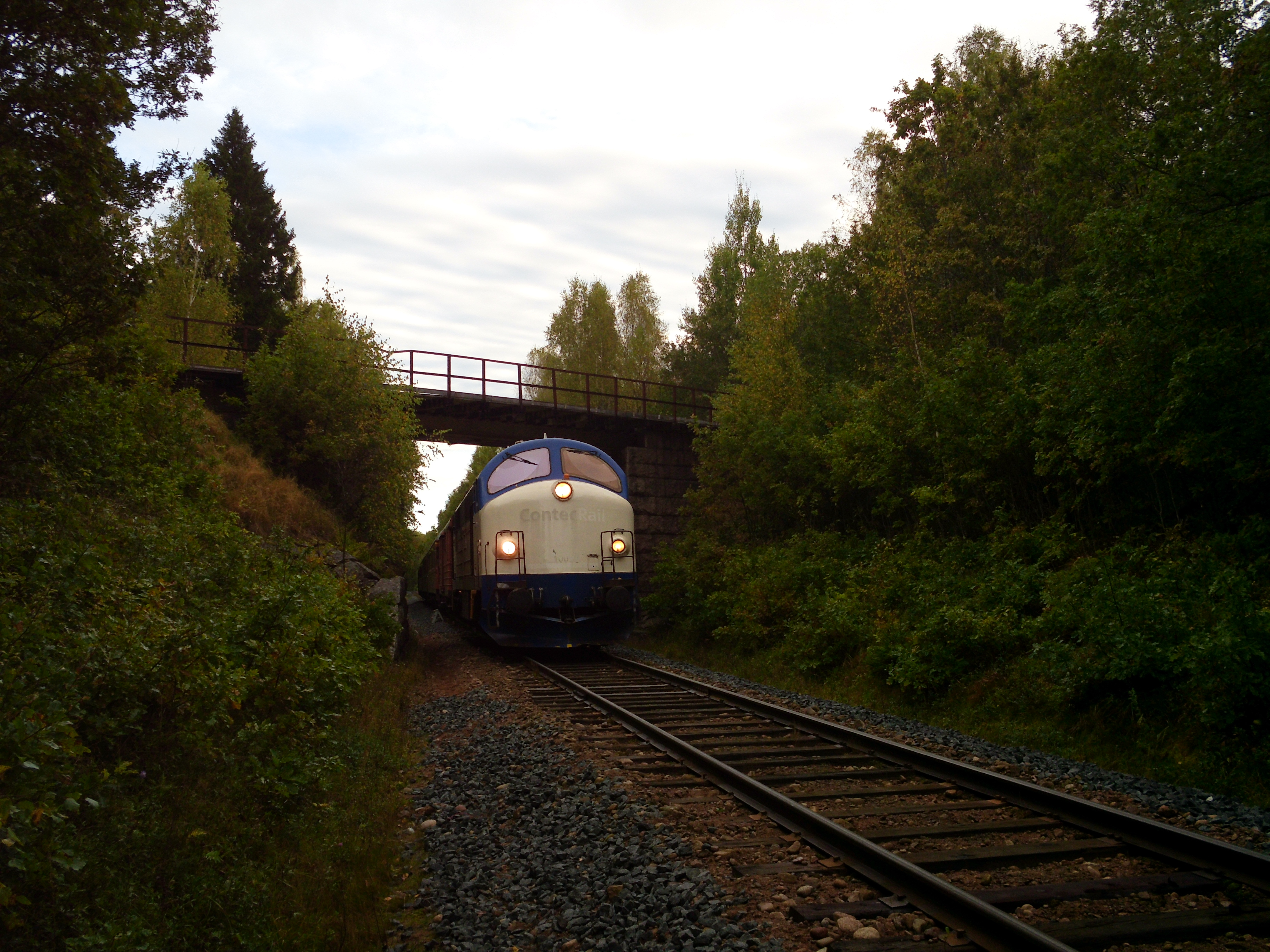
Brücke über die Stångådalsbana
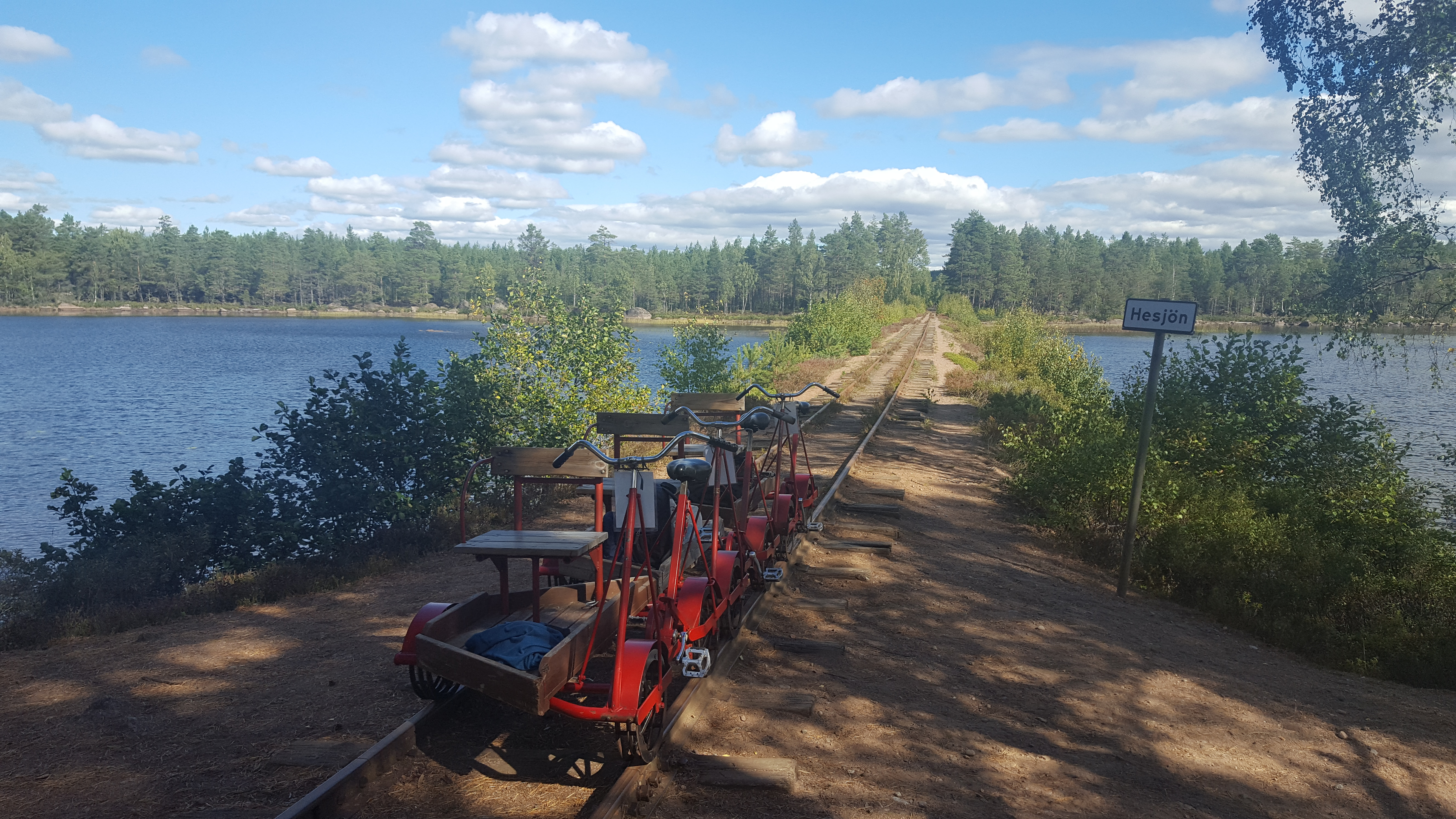
Fahrrad-Draisinen am Damm über den Hesjön
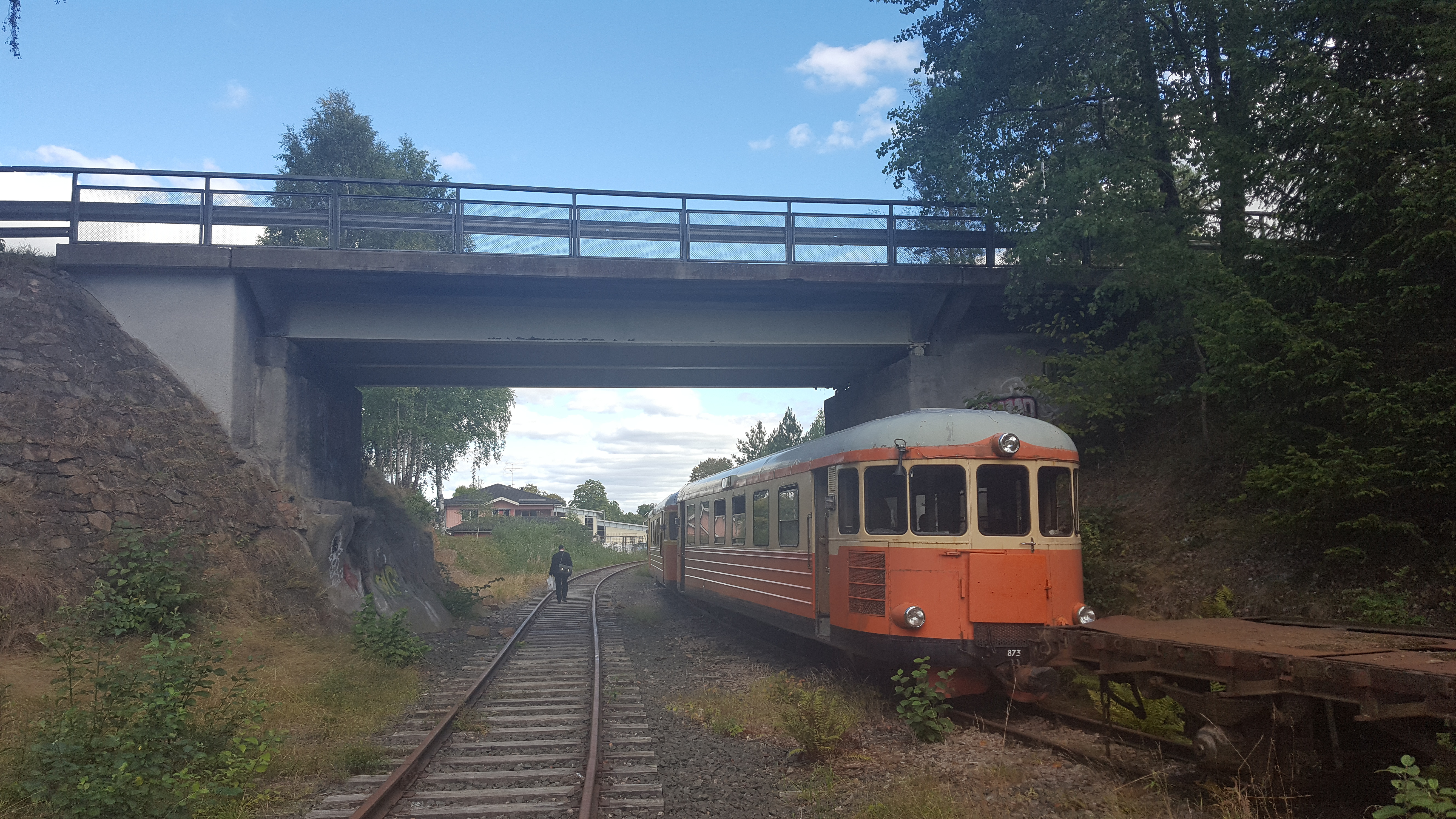
Abstellgleis in Åseda